# 十英里科納 (明尼蘇達州)
十英里科納（英語：Ten Mile Corner）是位於美國明尼蘇達州沃通旺縣菲爾登鎮區的一個非建制地區。

## 地理
十英里科納所處的海拔為高於海平面314米（即1030英呎），而該地所採用的時區為UTC-6，即北美中部時區（CST）。同時該地設有夏令時間，為UTC-6調快一小時，即UTC-5（CDT）。